# 多治部氏
多治部氏（たじべし）は備中国の国人。武家。阿賀郡多治部郷を支配し、同地（新見市上熊谷土居）に居館を構え活動した。居城は塩城（しおき）山城（塩ヶ城）。
元々は朝廷における治部省雅楽寮の官職に由来する藤原姓雅楽氏であり、それが多治部郷土着後に名字を取って（もしくは官職・幕府吏僚の権威に由来する雅楽氏で名乗っていたのを東寺などが見下して呼ぶ内に）多治部氏となった。通字は「景」。

## 概要
早くから見えるものでは、元暦元年(1184)一の谷に籠城して軍功を顕した多治目（部）太郎元春があるが、この時代に平家に味方して名を顕した多治部（目）氏は古代氏族丹比（タヂヒ）の流れで、鎌倉幕府吏僚として活動した雅楽備中守流多治部氏とは別系統と見られる。
鎌倉時代には備中国に多治部氏の前身である雅楽左衛門三郎入道の在国活動が見られ（三聖寺文書）、すでに同国守護代であったようだ。
南北朝時代から記録に多く現れるようになり、延元元年(1336)、大井田氏経の籠もる福山城を足利尊氏が攻めた際、備中勢の国人の中に庄・真壁・陶山・成合・新見と並んで多治部の名が見え、南北朝時代には、南朝方として山名氏との協力の元に東寺領新見荘への濫妨・押領を度々繰り返し、南朝により備中守にも任命された。
特に貞治・応安・明徳年間の濫妨は眼を見張るものがあり、東寺の再三の要求に応じた足利幕府による前後七回にわたる停止奉書を無視。後ろ盾とした山名氏が明徳の乱で弱体化し、南北朝が合体した明徳三年(1392)の管領細川頼元の施行状で、備中守護細川氏により強制的に停止させられてようやく新見庄を退去した。
15世紀には守護方被官となるが、寛正四年(1463)には相国寺領新見庄東方地頭方の代官に補任され、応仁二年(1468)西方領家方が幕府御料所となると、文明三年(1471)には政所執事伊勢氏の一族伊勢貞国の下代官として多治部雅楽倶次郎が入部するなど再度新見庄の権益に食い込んだ。文明十年(1478)に同地は東寺に還付されたにもかかわらず、多治部氏は居座りをつづけ、文明十一年(1479)において百姓らは東寺より多治部氏の言うことを固く守るという有様で、結果として延徳二年(1490)までの十三年間、年貢寺納は著しく悪化した。東寺は延徳三年に秋葉元重を所務代官とし、明応二年(1493)多治部二郎（次郎）の子弥次郎は新見庄を追い出されている。
同年多治部氏は鳶ヶ巣城主徳光兵庫頭とともに伊達氏を攻め、永正14年(1517)には三村氏との連合軍により新見・伊達両氏を攻めるなど武力活動に転じたが、天文十五年(1546)には鶴首城三村家親の阿賀郡侵入により、多治部景春は降伏し、風下に立つこととなった。とは言え、多治部氏は山名氏に取って代わり山陰から山陽への侵攻を繰り返す尼子氏と協力し、山陽・山陰の勢力に両属することでその力を残すことに成功する。そして、三村氏が毛利氏に反して討伐された備中兵乱で多治部景治は毛利方に加担し、楪城主三村元範を討ち取る功績を上げた。考古学的に13世紀半ばから18世紀までの遺跡が確認されており、もっとも遺物が多く繁栄の跡が窺えるのはこの十六世紀後半である。